# The Cat Empire
The Cat Empire är ett band från Melbourne, Australien. Deras musik beskrivs som en blandning av jazz, ska, funk, och lite rock. Gruppen grundades av tre av medlemmarna 1999. Resten av medlemmarna anslöts till gruppen 2001. Deras symbol, kallad Pablo, kombinerar ett kattöga och en krona. 

## Medlemmar
Gruppen består idag av:
- Ollie McGill- keyboard
- Ryan Monroe- basgitarr
- Felix Riebl- sångare och slagverk
- Harry James Angus- trumpet
- Will Hull-Brown- trummor
- Jamshid "Jumps" Khadiwala- grammofon och slagverk

Andra musiker, dansare och sångare turnerar ibland med bandet.

## Diskografi
- Live @ Philadelphia, 2001
- The Sun, 2002- detta album såldes bara under gruppens turné i Amerika och är så sällsynt att inte ens sångaren själv har ett exemplar
- Cat Empire, 2003
- On the Attack, 2004- On the Attack innehåller musikfilmer och film från deras 2004 turné i Australien
- Two Shoes, 2005
- Cities: The Cat Empire Project, 2006
- So Many Nights, 2007
- Cinema, 2010
- Steal the Light, 2013